# 菲利普·K·迪克纪念奖
菲利普·K·迪克纪念奖 （Philip K. Dick Award）是在每年的西北科幻年会（Norwescon）上颁发的年度科幻小说奖，由费城科幻协会（Philadelphia Science Fiction Society）资助，以科幻小说作家菲利普·K·迪克的名字命名，自1982年起颁发。获奖的作品在封面上印有"最佳科幻平装本（Best Original SF Paperback）"字样 。

## 外部連結
- The official award homepage （页面存档备份，存于）
- List of all winning and nominated novels （页面存档备份，存于）